# Gottlieb Luther
Gottlieb Luther (* 6. März 1813 in Halberstadt; † 23. April 1879 in Braunschweig) war ein deutscher Unternehmer und Pionier im Mühlenbau.

## Leben
Luther war der Sohn des Müllers Johann Gottlieb Luther (1778–1805) und dessen Frau Dorothea Henriette (geborene Dohmeyer). Er absolvierte in der Mühle Rüningen eine Ausbildung zum Müller und wurde 1835 Meister der Braunschweiger Müllergilde. Im Anschluss arbeitete er einige Jahre in einer Ölmühle in Königslutter.
Im Jahr 1846 zog er nach Wolfenbüttel, wo eine Werkstatt gründete, in der er bald einige Gesellen einstellte und eine Drehbank anschaffte. Hier wurden sowohl einfache Reparaturen ausgeführt als auch einfache Müllereimaschinen und hydraulische Pressen hergestellt. Die größeren Teile dafür bezog er aus staatlichen Eisengießereien im Harz. Er erhielt auch erste Aufträge für den Neubau von Windmühlen. Der Betrieb firmierte ab 1852 unter dem Namen „Luther & Peters“ und wurde dank der finanziellen Mittel von Luthers Partner Peters zur ersten Dampfmühlenbau-Anstalt im Herzogtum Braunschweig erweitert, die später zur ersten deutschen Spezialfabrik für Mühlenbau wurde. 1869 wurde das Unternehmen um eine Eisengießerei und eine Sägemühle erweitert, sodass die Produktpalette Ölmühlen, Wasserräder, Francis-Turbinen und Dampfmaschinen umfassen konnte. Im Jahr 1875 erfolgte die Trennung Gottlieb Luthers von seinem Teilhaber und der Verkauf des Betriebs in Wolfenbüttel.

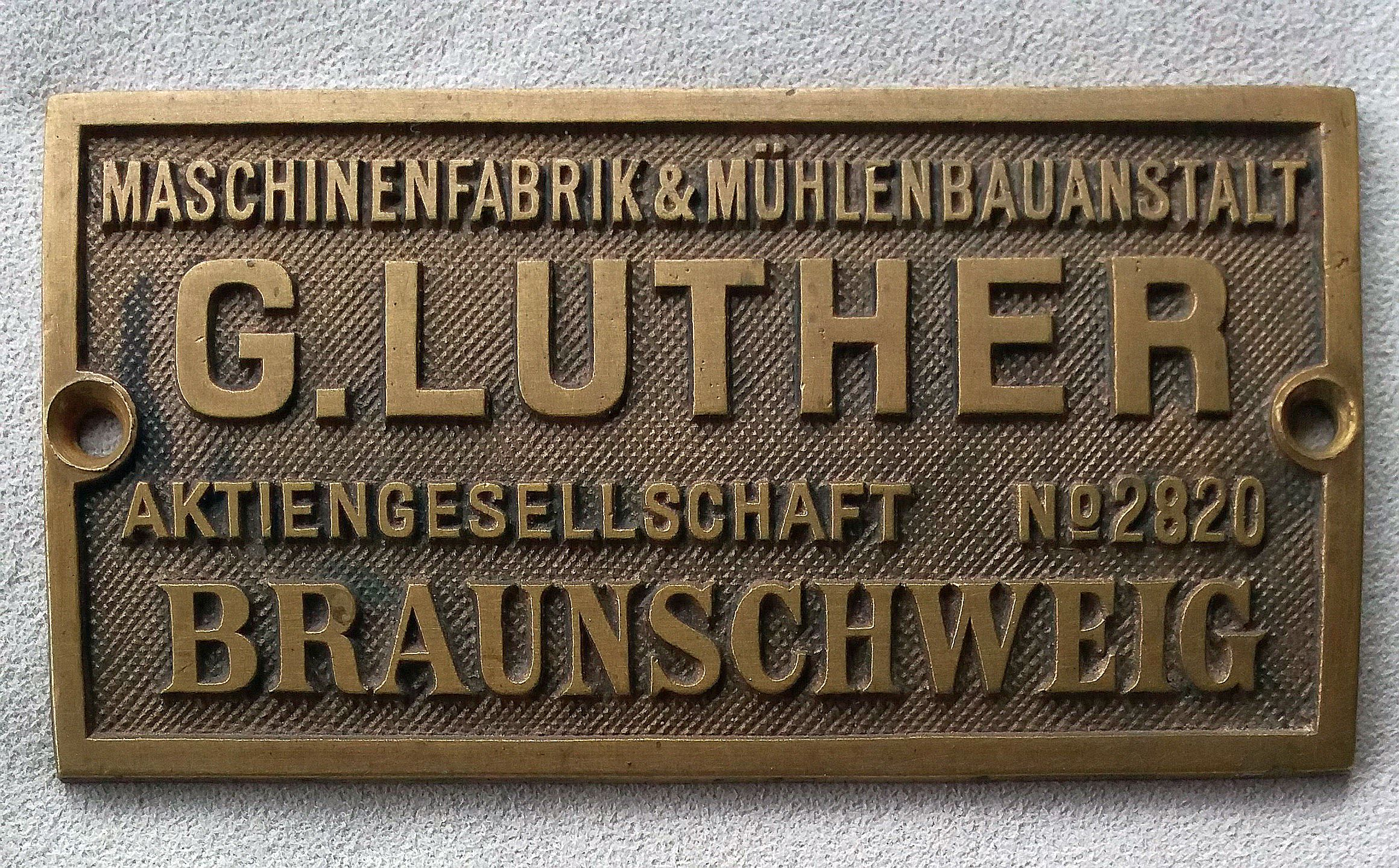
Herstellerschild der Maschinenfabrik und Mühlenbauanstalt G. Luther (seit 1898 eine Aktiengesellschaft)

Ebenfalls 1875 gründete Luther zusammen mit seinem ältesten Sohn Hugo in Braunschweig die Maschinenfabrik und Mühlenbauanstalt G. Luther, die 1877/1878 um ein neues Werk erweitert wurde. 1878 zog er sich aus gesundheitlichen Gründen aus der aktiven Mitarbeit zurück. Sein letztes Lebensjahr verbrachte er in der Rüninger Mühle, die seine frühere Lehrstätte war und die er 1878 erworben hatte.
Luther war 1871 dem Verein Deutscher Ingenieure (VDI) beigetreten, ohne einem Bezirksverein anzugehören. Später gehörte er dem Braunschweiger Bezirksverein an.

## Familie
Luther war seit 1846 mit Sophie Dorothea (geborene Schaper) verheiratet, einer Tochter Heinrich Wilhelm Schapers, seines ehemaligen Arbeitgebers in der Ölmühle in Königslutter. Mit ihr hatte er zwei Töchter und drei Söhne.
- Hugo Luther (18. November 1849–30. Juni 1901) übernahm das Familienunternehmen nach dem Tod des Vaters.[3] Zu seinen Leistungen zählten die Arbeiten an der Regulierung der Donau-Katarakte am Eisernen Tor.